# 13-й армійський корпус (Україна)
13-й армійський корпус (13 АК, в/ч А0796) — оперативно-тактичне об'єднання Сухопутних військ Збройних Сил України, яке існувало у 1992—2013 роках.
У 2013 році на базі корпусу створене Оперативне командування «Північ».

## Історія
Після розпаду у 1992 році Радянського Союзу, 13-та загальновійськова армія перейшла під юрисдикцію України і увійшла до складу Збройних Сил України.
Від розформованої в 1992 році 37-ї ракетної дивізії, управління якої знаходилось в Луцьку, до складу армії було передано 740-й вузол зв'язку (с. Гаразджа, Волинська область).
Згідно директиви командувача Прикарпатського військового округу від 27 січня 1993 року 13 загальновійськова армія отримала назву 13 армійський корпус.
В листопаді 2013 року корпус переформований на Оперативне командування «Північ», командування зберегло номер військової частини управління корпусу — А0796. В 2015 році перейменоване в Оперативне командування «Захід».

## Структура
13-й армійський корпус включав:
| №  |  | Назва                                                          | Місце дислокації                          |
| -- |  | -------------------------------------------------------------- | ----------------------------------------- |
| 1  |  | 24 окрема механізована бригада                                 | Львівська область м. Яворів               |
| 2  |  | 51 окрема механізована бригада                                 | Волинська область м. Володимир-Волинський |
| 3  |  | 128 окрема гірсько-піхотна бригада                             | Закарпатська область м. Мукачеве          |
| 4  |  | 300 окремий механізований полк                                 | Чернівецька область м. Чернівці           |
| 5  |  | 11 окрема артилерійська бригада                                | м. Тернопіль                              |
| 6  |  | 15 окремий реактивний артилерійський полк                      | Львівська область м. Дрогобич             |
| 7  |  | 59 зенітний ракетний полк                                      | Волинська область м. Володимир-Волинський |
| 8  |  | 7 окремий полк армійської авіації                              | Львівська область м. Новий Калинів        |
| 9  |  | 703 інженерний полк                                            | Львівська область м. Самбір               |
| 10 |  | 704 окремий полк радіаційного, хімічного, біологічного захисту | Львівська область м. Самбір               |
| 11 |  | 55 окремий лінійно-вузловий полк зв'язку                       | м. Рівне                                  |
| 12 |  | 971 окремий батальйон радіоелектронної боротьби                | Рівненська область м. Костопіль           |
| 13 |  | 29-й окремий розвідувальний батальйон                          | м. Рівне                                  |
| 14 |  | 8-й окремий батальйон матеріального забезпечення               | м. Рівне                                  |
| 15 |  | 9-й окремий ремонтно-відновлювальний батальйон                 | м. Золочів                                |

## Командування
- (березень 1992 — липень 1993) генерал-майор Шуляк Петро Іванович
- (серпень 1993 — 1996) генерал-лейтенант Затинайко Олександр Іванович
- (1996—2000) генерал-майор Петрук Микола Миколайович
- (2000—2002) генерал-лейтенант Кириченко Сергій Олександрович
- (2002—2004) генерал-майор Куцин Михайло Миколайович
- (2004—2006) генерал-лейтенант Воробйов Генадій Петрович
- (2006—2011) генерал-лейтенант Горошніков Сергій Вікторович
- (вересень 2011 — липень 2012) генерал-майор Попко Сергій Миколайович
- (липень 2012 — травень 2015) генерал-майор Колесник Ігор Іванович[3]